# Đại tràng sigma
Đại tràng sigma là một phần của ruột già nằm gần nhất với trực tràng và hậu môn, hình vòng dài khoảng 35 đến 40 cm (13.78-15.75 in). Vòng có hình giống sigma (ς) trong ngôn ngữ Hy Lạp hay chữ S trong ngôn ngữ Latin. Phần đại tràng này thường nằm trong khung xương chậu, nhưng do có thể di động tự nên nó có thể nằm lạc chỗ trong ổ bụng. 

## Cấu trúc
Đại tràng sigma bắt đầu ở ngang mức lỗ vào của hố chậu bé, liên tục với đại tràng chậu hông và đi ngang ra trước xương cùng sang phải xương chậu. (Tên sigma cũng có nghĩa là hình chữ S)
Sau đó cong sang trái để về đường giữa ngang mức đốt thứ ba của xương cùng, nơi nó uốn cong xuống và kết thúc ở trực tràng.
Chức năng của nó là đào thải xuất rắn và khí từ đường tiêu hóa. Các đường cong về phía hậu môn cho phép nó giữ khí ở phần cao của quai ruột giúp đại tràng đẩy khí mà không đào thải phân cùng một lúc.

### Che phủ
Nó được bao quanh hoàn toàn bởi phúc mạc (và do đó không nằm sau phúc mạc) tạo thành mạc treo (mạc treo đại tràng sigma) giảm dần chiều dài từ trung tâm quai ruột đến cuối, nhờ vậy mà quai ruột được cố định vào đại tràng chậu hông và trực tràng, nhưng lại di động khá tự do ở trung tâm.

### Chi phối
Thần kinh tạng chậu hông chi phối phó giao cảm. Thần kinh tạng thắt lưng chi phối giao cảm qua các hạch mạc treo dưới.

### Liên quan
Sau đại tràng sigma là động mạch chậu ngoài, buồng trứng, thần kinh bịt, cơ hình lê trái, đám rối cùng trái.
Ở phía trước, nó ngăn với bàng quang ở nam, và tử cung ở nữ bởi một số quai ruột non.